# Liste des planètes mineures (749001-750000)
Voici la liste des planètes mineures numérotées de 749001 à 750000. Les planètes mineures sont numérotées lorsque leur orbite est confirmée, ce qui peut parfois se produire longtemps après leur découverte. Elles sont classées ici par leur numéro.

## Planètes mineures 749001 à 750000
- (749001) 2014 DB60
- (749002) 2014 DK63
- (749003) 2014 DR63
- (749004) 2014 DV64
- (749005) 2014 DZ66
- (749006) 2014 DA70
- (749007) 2014 DY71
- (749008) 2014 DD73
- (749009) 2014 DN74
- (749010) 2014 DK80
- (749011) 2014 DH82
- (749012) 2014 DM85
- (749013) 2014 DC86
- (749014) 2014 DG88
- (749015) 2014 DF91
- (749016) 2014 DJ93
- (749017) 2014 DO94
- (749018) 2014 DP95
- (749019) 2014 DB115
- (749020) 2014 DQ117
- (749021) 2014 DO118
- (749022) 2014 DR123
- (749023) 2014 DT126
- (749024) 2014 DY126
- (749025) 2014 DP127
- (749026) 2014 DX128
- (749027) 2014 DB130
- (749028) 2014 DH132
- (749029) 2014 DO134
- (749030) 2014 DL135
- (749031) 2014 DZ137
- (749032) 2014 DK138
- (749033) 2014 DX139
- (749034) 2014 DZ140
- (749035) 2014 DD144
- (749036) 2014 DV146
- (749037) 2014 DA147
- (749038) 2014 DJ150
- (749039) 2014 DM150
- (749040) 2014 DR151
- (749041) 2014 DW151
- (749042) 2014 DR152
- (749043) 2014 DW153
- (749044) 2014 DX154
- (749045) 2014 DO156
- (749046) 2014 DE157
- (749047) 2014 DG157
- (749048) 2014 DU158
- (749049) 2014 DL159
- (749050) 2014 DX159
- (749051) 2014 DG161
- (749052) 2014 DL162
- (749053) 2014 DS162
- (749054) 2014 DT164
- (749055) 2014 DQ166
- (749056) 2014 DM167
- (749057) 2014 DH168
- (749058) 2014 DJ168
- (749059) 2014 DZ169
- (749060) 2014 DG170
- (749061) 2014 DC175
- (749062) 2014 DZ176
- (749063) 2014 DP178
- (749064) 2014 DV183
- (749065) 2014 DR188
- (749066) 2014 ET4
- (749067) 2014 EH13
- (749068) 2014 ER19
- (749069) 2014 EW19
- (749070) 2014 EZ20
- (749071) 2014 EO21
- (749072) 2014 EA30
- (749073) 2014 EP30
- (749074) 2014 EW40
- (749075) 2014 ES41
- (749076) 2014 EF42
- (749077) 2014 ES42
- (749078) 2014 EW42
- (749079) 2014 EZ45
- (749080) 2014 ER48
- (749081) 2014 EZ48
- (749082) 2014 EE49
- (749083) 2014 ES52
- (749084) 2014 EZ53
- (749085) 2014 EK57
- (749086) 2014 EK61
- (749087) 2014 ET73
- (749088) 2014 EV78
- (749089) 2014 EA81
- (749090) 2014 EA88
- (749091) 2014 ED94
- (749092) 2014 EM94
- (749093) 2014 EO102
- (749094) 2014 EA112
- (749095) 2014 EA114
- (749096) 2014 EJ125
- (749097) 2014 ET138
- (749098) 2014 ER144
- (749099) 2014 EL145
- (749100) 2014 EN148
- (749101) 2014 ER148
- (749102) 2014 EW162
- (749103) 2014 EU163
- (749104) 2014 EZ164
- (749105) 2014 EO165
- (749106) 2014 EU165
- (749107) 2014 EB183
- (749108) 2014 EC188
- (749109) 2014 EF189
- (749110) 2014 EU195
- (749111) 2014 ES197
- (749112) 2014 ET198
- (749113) 2014 EQ199
- (749114) 2014 ET199
- (749115) 2014 EW214
- (749116) 2014 EQ216
- (749117) 2014 EW218
- (749118) 2014 EZ223
- (749119) 2014 EJ225
- (749120) 2014 EK229
- (749121) 2014 EL230
- (749122) 2014 EN230
- (749123) 2014 EQ236
- (749124) 2014 EV240
- (749125) 2014 ES243
- (749126) 2014 EB244
- (749127) 2014 ED244
- (749128) 2014 EH249
- (749129) 2014 EX253
- (749130) 2014 EB254
- (749131) 2014 ER255
- (749132) 2014 EO258
- (749133) 2014 FH1
- (749134) 2014 FC2
- (749135) 2014 FX2
- (749136) 2014 FW7
- (749137) 2014 FY9
- (749138) 2014 FW10
- (749139) 2014 FE13
- (749140) 2014 FN14
- (749141) 2014 FY16
- (749142) 2014 FB23
- (749143) 2014 FY23
- (749144) 2014 FQ24
- (749145) 2014 FV24
- (749146) 2014 FP28
- (749147) 2014 FT30
- (749148) 2014 FH31
- (749149) 2014 FW34
- (749150) 2014 FL40
- (749151) 2014 FE41
- (749152) 2014 FA42
- (749153) 2014 FD46
- (749154) 2014 FD48
- (749155) 2014 FF51
- (749156) 2014 FU51
- (749157) 2014 FM52
- (749158) 2014 FX53
- (749159) 2014 FA55
- (749160) 2014 FL55
- (749161) 2014 FV59
- (749162) 2014 FK61
- (749163) 2014 FP66
- (749164) 2014 FY68
- (749165) 2014 FH73
- (749166) 2014 FS74
- (749167) 2014 FJ75
- (749168) 2014 FO75
- (749169) 2014 FS75
- (749170) 2014 FR76
- (749171) 2014 FG80
- (749172) 2014 FB83
- (749173) 2014 FH84
- (749174) 2014 GZ
- (749175) 2014 GG3
- (749176) 2014 GK3
- (749177) 2014 GK4
- (749178) 2014 GS4
- (749179) 2014 GN6
- (749180) 2014 GP6
- (749181) 2014 GX7
- (749182) 2014 GA8
- (749183) 2014 GQ8
- (749184) 2014 GQ15
- (749185) 2014 GW15
- (749186) 2014 GO18
- (749187) 2014 GB19
- (749188) 2014 GE25
- (749189) 2014 GW26
- (749190) 2014 GU28
- (749191) 2014 GT30
- (749192) 2014 GG34
- (749193) 2014 GS36
- (749194) 2014 GL37
- (749195) 2014 GS37
- (749196) 2014 GD39
- (749197) 2014 GN41
- (749198) 2014 GC46
- (749199) 2014 GN46
- (749200) 2014 GN48
- (749201) 2014 GX49
- (749202) 2014 GE51
- (749203) 2014 GH51
- (749204) 2014 GC55
- (749205) 2014 GJ55
- (749206) 2014 GZ58
- (749207) 2014 GQ59
- (749208) 2014 GQ62
- (749209) 2014 GQ64
- (749210) 2014 GH65
- (749211) 2014 GT65
- (749212) 2014 GA66
- (749213) 2014 GZ74
- (749214) 2014 GC75
- (749215) 2014 GH75
- (749216) 2014 GS78
- (749217) 2014 GA79
- (749218) 2014 GG80
- (749219) 2014 GK80
- (749220) 2014 GT80
- (749221) 2014 GV82
- (749222) 2014 GX82
- (749223) 2014 GM89
- (749224) 2014 HY
- (749225) 2014 HL1
- (749226) 2014 HB2
- (749227) 2014 HE7
- (749228) 2014 HN7
- (749229) 2014 HO7
- (749230) 2014 HC11
- (749231) 2014 HT13
- (749232) 2014 HK15
- (749233) 2014 HL20
- (749234) 2014 HJ23
- (749235) 2014 HY23
- (749236) 2014 HD28
- (749237) 2014 HB29
- (749238) 2014 HE31
- (749239) 2014 HS31
- (749240) 2014 HA32
- (749241) 2014 HZ34
- (749242) 2014 HT35
- (749243) 2014 HH42
- (749244) 2014 HA43
- (749245) 2014 HO45
- (749246) 2014 HM46
- (749247) 2014 HA47
- (749248) 2014 HH47
- (749249) 2014 HY47
- (749250) 2014 HE48
- (749251) 2014 HQ48
- (749252) 2014 HA49
- (749253) 2014 HB49
- (749254) 2014 HG49
- (749255) 2014 HH49
- (749256) 2014 HZ50
- (749257) 2014 HD51
- (749258) 2014 HJ51
- (749259) 2014 HP51
- (749260) 2014 HQ51
- (749261) 2014 HC52
- (749262) 2014 HC54
- (749263) 2014 HL54
- (749264) 2014 HS54
- (749265) 2014 HU56
- (749266) 2014 HA57
- (749267) 2014 HW57
- (749268) 2014 HE58
- (749269) 2014 HX58
- (749270) 2014 HZ58
- (749271) 2014 HO59
- (749272) 2014 HD60
- (749273) 2014 HD61
- (749274) 2014 HQ61
- (749275) 2014 HS61
- (749276) 2014 HV61
- (749277) 2014 HR62
- (749278) 2014 HM63
- (749279) 2014 HQ63
- (749280) 2014 HK64
- (749281) 2014 HO64
- (749282) 2014 HC65
- (749283) 2014 HH65
- (749284) 2014 HR65
- (749285) 2014 HW65
- (749286) 2014 HQ67
- (749287) 2014 HK68
- (749288) 2014 HM68
- (749289) 2014 HO68
- (749290) 2014 HD70
- (749291) 2014 HB71
- (749292) 2014 HM74
- (749293) 2014 HH76
- (749294) 2014 HQ76
- (749295) 2014 HV80
- (749296) 2014 HQ81
- (749297) 2014 HA87
- (749298) 2014 HT88
- (749299) 2014 HA89
- (749300) 2014 HF92
- (749301) 2014 HH92
- (749302) 2014 HQ94
- (749303) 2014 HB100
- (749304) 2014 HC101
- (749305) 2014 HA102
- (749306) 2014 HE102
- (749307) 2014 HX104
- (749308) 2014 HD108
- (749309) 2014 HP109
- (749310) 2014 HS109
- (749311) 2014 HU109
- (749312) 2014 HE111
- (749313) 2014 HA112
- (749314) 2014 HZ112
- (749315) 2014 HM113
- (749316) 2014 HX113
- (749317) 2014 HY113
- (749318) 2014 HD120
- (749319) 2014 HL122
- (749320) 2014 HP122
- (749321) 2014 HR122
- (749322) 2014 HT122
- (749323) 2014 HM126
- (749324) 2014 HX126
- (749325) 2014 HK128
- (749326) 2014 HY128
- (749327) 2014 HF133
- (749328) 2014 HH133
- (749329) 2014 HJ133
- (749330) 2014 HP134
- (749331) 2014 HN137
- (749332) 2014 HS140
- (749333) 2014 HW143
- (749334) 2014 HB145
- (749335) 2014 HQ145
- (749336) 2014 HY145
- (749337) 2014 HA147
- (749338) 2014 HN147
- (749339) 2014 HH148
- (749340) 2014 HC149
- (749341) 2014 HN149
- (749342) 2014 HR152
- (749343) 2014 HP153
- (749344) 2014 HC156
- (749345) 2014 HF156
- (749346) 2014 HN156
- (749347) 2014 HO156
- (749348) 2014 HA157
- (749349) 2014 HN157
- (749350) 2014 HR157
- (749351) 2014 HD158
- (749352) 2014 HQ159
- (749353) 2014 HF162
- (749354) 2014 HO162
- (749355) 2014 HY163
- (749356) 2014 HO167
- (749357) 2014 HP169
- (749358) 2014 HD170
- (749359) 2014 HK170
- (749360) 2014 HO171
- (749361) 2014 HV171
- (749362) 2014 HJ175
- (749363) 2014 HG177
- (749364) 2014 HL185
- (749365) 2014 HY185
- (749366) 2014 HG203
- (749367) 2014 HJ204
- (749368) 2014 HZ205
- (749369) 2014 HJ206
- (749370) 2014 HR206
- (749371) 2014 HC207
- (749372) 2014 HQ207
- (749373) 2014 HG211
- (749374) 2014 HC212
- (749375) 2014 HN212
- (749376) 2014 HQ212
- (749377) 2014 HX212
- (749378) 2014 HY212
- (749379) 2014 HR213
- (749380) 2014 HW213
- (749381) 2014 HJ220
- (749382) 2014 HV220
- (749383) 2014 HD221
- (749384) 2014 HU221
- (749385) 2014 HZ221
- (749386) 2014 HA222
- (749387) 2014 HH222
- (749388) 2014 HO225
- (749389) 2014 HV225
- (749390) 2014 HO226
- (749391) 2014 HR226
- (749392) 2014 HE234
- (749393) 2014 HV234
- (749394) 2014 HR235
- (749395) 2014 HU235
- (749396) 2014 HM236
- (749397) 2014 HX242
- (749398) 2014 JN4
- (749399) 2014 JN7
- (749400) 2014 JN8
- (749401) 2014 JD10
- (749402) 2014 JL11
- (749403) 2014 JC13
- (749404) 2014 JR13
- (749405) 2014 JH14
- (749406) 2014 JO16
- (749407) 2014 JO17
- (749408) 2014 JH19
- (749409) 2014 JO20
- (749410) 2014 JO23
- (749411) 2014 JZ26
- (749412) 2014 JX27
- (749413) 2014 JA28
- (749414) 2014 JQ28
- (749415) 2014 JK34
- (749416) 2014 JW34
- (749417) 2014 JC35
- (749418) 2014 JA40
- (749419) 2014 JE40
- (749420) 2014 JR41
- (749421) 2014 JG42
- (749422) 2014 JA44
- (749423) 2014 JE45
- (749424) 2014 JN45
- (749425) 2014 JV45
- (749426) 2014 JF47
- (749427) 2014 JL49
- (749428) 2014 JT53
- (749429) 2014 JV53
- (749430) 2014 JA60
- (749431) 2014 JK61
- (749432) 2014 JH64
- (749433) 2014 JK64
- (749434) 2014 JN67
- (749435) 2014 JG68
- (749436) 2014 JH68
- (749437) 2014 JN68
- (749438) 2014 JY68
- (749439) 2014 JB72
- (749440) 2014 JX76
- (749441) 2014 JV82
- (749442) 2014 JN86
- (749443) 2014 JV87
- (749444) 2014 JB88
- (749445) 2014 JC88
- (749446) 2014 JV88
- (749447) 2014 JY88
- (749448) 2014 JQ89
- (749449) 2014 JG90
- (749450) 2014 JG93
- (749451) 2014 JK93
- (749452) 2014 JN94
- (749453) 2014 JZ98
- (749454) 2014 JP99
- (749455) 2014 JL106
- (749456) 2014 JP107
- (749457) 2014 JS107
- (749458) 2014 JA121
- (749459) 2014 JH130
- (749460) 2014 JN133
- (749461) 2014 KC
- (749462) 2014 KW
- (749463) 2014 KO1
- (749464) 2014 KJ3
- (749465) 2014 KY3
- (749466) 2014 KF4
- (749467) 2014 KE5
- (749468) 2014 KV5
- (749469) 2014 KR7
- (749470) 2014 KY12
- (749471) 2014 KW14
- (749472) 2014 KV16
- (749473) 2014 KG21
- (749474) 2014 KA23
- (749475) 2014 KX25
- (749476) 2014 KQ26
- (749477) 2014 KK28
- (749478) 2014 KM28
- (749479) 2014 KK29
- (749480) 2014 KW31
- (749481) 2014 KZ31
- (749482) 2014 KS35
- (749483) 2014 KM36
- (749484) 2014 KE41
- (749485) 2014 KL42
- (749486) 2014 KQ43
- (749487) 2014 KN44
- (749488) 2014 KO45
- (749489) 2014 KC47
- (749490) 2014 KU50
- (749491) 2014 KJ51
- (749492) 2014 KD59
- (749493) 2014 KO60
- (749494) 2014 KA61
- (749495) 2014 KB63
- (749496) 2014 KB70
- (749497) 2014 KJ70
- (749498) 2014 KW70
- (749499) 2014 KB71
- (749500) 2014 KK73
- (749501) 2014 KY73
- (749502) 2014 KG78
- (749503) 2014 KE80
- (749504) 2014 KU82
- (749505) 2014 KV85
- (749506) 2014 KK87
- (749507) 2014 KP87
- (749508) 2014 KQ88
- (749509) 2014 KQ93
- (749510) 2014 KA95
- (749511) 2014 KS100
- (749512) 2014 KH101
- (749513) 2014 KY102
- (749514) 2014 KW105
- (749515) 2014 KE107
- (749516) 2014 KM107
- (749517) 2014 KR107
- (749518) 2014 KB108
- (749519) 2014 KZ108
- (749520) 2014 KV111
- (749521) 2014 KA112
- (749522) 2014 KB113
- (749523) 2014 KL113
- (749524) 2014 KM115
- (749525) 2014 KB118
- (749526) 2014 KU128
- (749527) 2014 KH129
- (749528) 2014 KR131
- (749529) 2014 KW131
- (749530) 2014 KU132
- (749531) 2014 KK133
- (749532) 2014 KQ133
- (749533) 2014 LY4
- (749534) 2014 LG5
- (749535) 2014 LE9
- (749536) 2014 LQ12
- (749537) 2014 LT12
- (749538) 2014 LU22
- (749539) 2014 LC24
- (749540) 2014 LU25
- (749541) 2014 LE27
- (749542) 2014 LE32
- (749543) 2014 LG36
- (749544) 2014 LZ36
- (749545) 2014 MT1
- (749546) 2014 MP8
- (749547) 2014 MT8
- (749548) 2014 MM9
- (749549) 2014 MM10
- (749550) 2014 MV10
- (749551) 2014 MJ15
- (749552) 2014 MJ18
- (749553) 2014 MQ19
- (749554) 2014 MY25
- (749555) 2014 MD29
- (749556) 2014 MP29
- (749557) 2014 MO30
- (749558) 2014 MV32
- (749559) 2014 MK33
- (749560) 2014 ML36
- (749561) 2014 ME38
- (749562) 2014 MP38
- (749563) 2014 MR40
- (749564) 2014 MJ41
- (749565) 2014 MH44
- (749566) 2014 MG49
- (749567) 2014 MT56
- (749568) 2014 MG58
- (749569) 2014 ME59
- (749570) 2014 MQ59
- (749571) 2014 MT60
- (749572) 2014 MX60
- (749573) 2014 MQ61
- (749574) 2014 MR69
- (749575) 2014 MF74
- (749576) 2014 MC75
- (749577) 2014 MH75
- (749578) 2014 MJ76
- (749579) 2014 MG78
- (749580) 2014 MM78
- (749581) 2014 MP78
- (749582) 2014 MV78
- (749583) 2014 MB81
- (749584) 2014 MQ81
- (749585) 2014 MT82
- (749586) 2014 MZ87
- (749587) 2014 MT88
- (749588) 2014 MQ92
- (749589) 2014 NS
- (749590) 2014 NC1
- (749591) 2014 NK1
- (749592) 2014 NO1
- (749593) 2014 NE3
- (749594) 2014 NP5
- (749595) 2014 NR5
- (749596) 2014 NL7
- (749597) 2014 NE13
- (749598) 2014 NR16
- (749599) 2014 NJ17
- (749600) 2014 NB19
- (749601) 2014 ND19
- (749602) 2014 NB21
- (749603) 2014 NG21
- (749604) 2014 NE22
- (749605) 2014 NP29
- (749606) 2014 NN31
- (749607) 2014 NV33
- (749608) 2014 NE34
- (749609) 2014 NG37
- (749610) 2014 NY38
- (749611) 2014 NL41
- (749612) 2014 NR43
- (749613) 2014 NS44
- (749614) 2014 NF45
- (749615) 2014 NO45
- (749616) 2014 NQ46
- (749617) 2014 NZ48
- (749618) 2014 NT49
- (749619) 2014 NC50
- (749620) 2014 NN50
- (749621) 2014 NM55
- (749622) 2014 NY56
- (749623) 2014 NF57
- (749624) 2014 NL57
- (749625) 2014 NC58
- (749626) 2014 NQ61
- (749627) 2014 NW62
- (749628) 2014 NB63
- (749629) 2014 NF64
- (749630) 2014 NH68
- (749631) 2014 NV69
- (749632) 2014 NA71
- (749633) 2014 NR71
- (749634) 2014 NU72
- (749635) 2014 NX74
- (749636) 2014 NY74
- (749637) 2014 NL75
- (749638) 2014 NC80
- (749639) 2014 ND86
- (749640) 2014 OT
- (749641) 2014 OP4
- (749642) 2014 OF8
- (749643) 2014 OH12
- (749644) 2014 OA14
- (749645) 2014 OC15
- (749646) 2014 OC20
- (749647) 2014 OT21
- (749648) 2014 OZ21
- (749649) 2014 OG27
- (749650) 2014 OC32
- (749651) 2014 OA33
- (749652) 2014 OM33
- (749653) 2014 OY39
- (749654) 2014 OV43
- (749655) 2014 OY44
- (749656) 2014 OJ46
- (749657) 2014 OV47
- (749658) 2014 OK50
- (749659) 2014 OX50
- (749660) 2014 OZ50
- (749661) 2014 OR53
- (749662) 2014 OK54
- (749663) 2014 OU56
- (749664) 2014 OJ71
- (749665) 2014 OB77
- (749666) 2014 ON79
- (749667) 2014 OU81
- (749668) 2014 OA82
- (749669) 2014 OT82
- (749670) 2014 OB89
- (749671) 2014 OO91
- (749672) 2014 OB92
- (749673) 2014 OA95
- (749674) 2014 OT95
- (749675) 2014 OB96
- (749676) 2014 OK97
- (749677) 2014 OW99
- (749678) 2014 OZ99
- (749679) 2014 OM102
- (749680) 2014 ON102
- (749681) 2014 OW102
- (749682) 2014 OC106
- (749683) 2014 OU113
- (749684) 2014 OH121
- (749685) 2014 ON127
- (749686) 2014 OV127
- (749687) 2014 OE129
- (749688) 2014 OE130
- (749689) 2014 OC131
- (749690) 2014 OX131
- (749691) 2014 OP135
- (749692) 2014 ON136
- (749693) 2014 OR138
- (749694) 2014 OQ141
- (749695) 2014 OC142
- (749696) 2014 OY143
- (749697) 2014 OE147
- (749698) 2014 OK150
- (749699) 2014 OD154
- (749700) 2014 OQ154
- (749701) 2014 OT154
- (749702) 2014 OY154
- (749703) 2014 OY156
- (749704) 2014 OL158
- (749705) 2014 OB159
- (749706) 2014 OH164
- (749707) 2014 OH166
- (749708) 2014 OP178
- (749709) 2014 OF181
- (749710) 2014 OC183
- (749711) 2014 OP183
- (749712) 2014 OP187
- (749713) 2014 ON188
- (749714) 2014 OU190
- (749715) 2014 OV191
- (749716) 2014 OW191
- (749717) 2014 OV192
- (749718) 2014 OW192
- (749719) 2014 OW193
- (749720) 2014 ON196
- (749721) 2014 OO196
- (749722) 2014 OC202
- (749723) 2014 OV202
- (749724) 2014 OA204
- (749725) 2014 OO205
- (749726) 2014 OF206
- (749727) 2014 OC213
- (749728) 2014 OQ213
- (749729) 2014 OK218
- (749730) 2014 OQ221
- (749731) 2014 OW221
- (749732) 2014 OX222
- (749733) 2014 OF224
- (749734) 2014 OX225
- (749735) 2014 OU226
- (749736) 2014 OT228
- (749737) 2014 OZ229
- (749738) 2014 OM231
- (749739) 2014 OJ236
- (749740) 2014 OR236
- (749741) 2014 OY245
- (749742) 2014 OH247
- (749743) 2014 OA249
- (749744) 2014 OS252
- (749745) 2014 OO253
- (749746) 2014 OB254
- (749747) 2014 OW259
- (749748) 2014 OZ259
- (749749) 2014 OR262
- (749750) 2014 OX267
- (749751) 2014 OQ269
- (749752) 2014 OK270
- (749753) 2014 OS273
- (749754) 2014 OC274
- (749755) 2014 OX278
- (749756) 2014 OQ280
- (749757) 2014 OR282
- (749758) 2014 OL284
- (749759) 2014 OS287
- (749760) 2014 OT287
- (749761) 2014 OB293
- (749762) 2014 OA295
- (749763) 2014 OK296
- (749764) 2014 OZ296
- (749765) 2014 OJ298
- (749766) 2014 OY301
- (749767) 2014 OP308
- (749768) 2014 OD312
- (749769) 2014 OH312
- (749770) 2014 OT314
- (749771) 2014 OG318
- (749772) 2014 OH322
- (749773) 2014 OR323
- (749774) 2014 OC325
- (749775) 2014 OM326
- (749776) 2014 OQ327
- (749777) 2014 OG328
- (749778) 2014 OT329
- (749779) 2014 OX329
- (749780) 2014 OD342
- (749781) 2014 OS342
- (749782) 2014 OZ342
- (749783) 2014 OH350
- (749784) 2014 ON350
- (749785) 2014 OB352
- (749786) 2014 OY356
- (749787) 2014 OV357
- (749788) 2014 OM358
- (749789) 2014 OH360
- (749790) 2014 OL364
- (749791) 2014 OU370
- (749792) 2014 OT372
- (749793) 2014 OE374
- (749794) 2014 OR378
- (749795) 2014 OQ380
- (749796) 2014 OT380
- (749797) 2014 OF382
- (749798) 2014 OW382
- (749799) 2014 OU387
- (749800) 2014 OR388
- (749801) 2014 OY393
- (749802) 2014 OQ397
- (749803) 2014 OG399
- (749804) 2014 OC400
- (749805) 2014 OX401
- (749806) 2014 OS402
- (749807) 2014 OM404
- (749808) 2014 ON404
- (749809) 2014 OG408
- (749810) 2014 OS409
- (749811) 2014 OF410
- (749812) 2014 OF411
- (749813) 2014 OS411
- (749814) 2014 OB414
- (749815) 2014 OE416
- (749816) 2014 OW419
- (749817) 2014 OP425
- (749818) 2014 OJ428
- (749819) 2014 OT432
- (749820) 2014 OY454
- (749821) 2014 PH
- (749822) 2014 PC1
- (749823) 2014 PQ1
- (749824) 2014 PH2
- (749825) 2014 PR9
- (749826) 2014 PY13
- (749827) 2014 PL14
- (749828) 2014 PG15
- (749829) 2014 PO15
- (749830) 2014 PB19
- (749831) 2014 PS19
- (749832) 2014 PG23
- (749833) 2014 PH25
- (749834) 2014 PL25
- (749835) 2014 PZ25
- (749836) 2014 PJ26
- (749837) 2014 PK31
- (749838) 2014 PF33
- (749839) 2014 PK33
- (749840) 2014 PX35
- (749841) 2014 PB37
- (749842) 2014 PC37
- (749843) 2014 PV38
- (749844) 2014 PE47
- (749845) 2014 PU47
- (749846) 2014 PA48
- (749847) 2014 PC53
- (749848) 2014 PB56
- (749849) 2014 PA66
- (749850) 2014 PR67
- (749851) 2014 PC69
- (749852) 2014 PY71
- (749853) 2014 PP72
- (749854) 2014 PE74
- (749855) 2014 PP75
- (749856) 2014 PV75
- (749857) 2014 PX75
- (749858) 2014 PB77
- (749859) 2014 PJ77
- (749860) 2014 PP77
- (749861) 2014 PU77
- (749862) 2014 PR78
- (749863) 2014 PT80
- (749864) 2014 PS82
- (749865) 2014 PT82
- (749866) 2014 PK89
- (749867) 2014 PG92
- (749868) 2014 QX
- (749869) 2014 QZ2
- (749870) 2014 QU8
- (749871) 2014 QV11
- (749872) 2014 QQ13
- (749873) 2014 QG14
- (749874) 2014 QD15
- (749875) 2014 QL15
- (749876) 2014 QR19
- (749877) 2014 QC21
- (749878) 2014 QJ21
- (749879) 2014 QK21
- (749880) 2014 QS22
- (749881) 2014 QR24
- (749882) 2014 QU24
- (749883) 2014 QU25
- (749884) 2014 QN26
- (749885) 2014 QU26
- (749886) 2014 QD28
- (749887) 2014 QL33
- (749888) 2014 QC36
- (749889) 2014 QG36
- (749890) 2014 QA37
- (749891) 2014 QC40
- (749892) 2014 QD43
- (749893) 2014 QF45
- (749894) 2014 QL46
- (749895) 2014 QG47
- (749896) 2014 QF48
- (749897) 2014 QA51
- (749898) 2014 QY52
- (749899) 2014 QL57
- (749900) 2014 QN60
- (749901) 2014 QM61
- (749902) 2014 QE62
- (749903) 2014 QT70
- (749904) 2014 QV71
- (749905) 2014 QO79
- (749906) 2014 QP82
- (749907) 2014 QS85
- (749908) 2014 QC90
- (749909) 2014 QT97
- (749910) 2014 QB101
- (749911) 2014 QO102
- (749912) 2014 QZ103
- (749913) 2014 QW104
- (749914) 2014 QJ107
- (749915) 2014 QT109
- (749916) 2014 QK117
- (749917) 2014 QJ122
- (749918) 2014 QU124
- (749919) 2014 QL125
- (749920) 2014 QE132
- (749921) 2014 QS133
- (749922) 2014 QB136
- (749923) 2014 QZ141
- (749924) 2014 QC145
- (749925) 2014 QD145
- (749926) 2014 QB148
- (749927) 2014 QC148
- (749928) 2014 QD148
- (749929) 2014 QT150
- (749930) 2014 QY152
- (749931) 2014 QE160
- (749932) 2014 QL161
- (749933) 2014 QG162
- (749934) 2014 QM163
- (749935) 2014 QY166
- (749936) 2014 QM169
- (749937) 2014 QG170
- (749938) 2014 QD172
- (749939) 2014 QS173
- (749940) 2014 QH175
- (749941) 2014 QJ175
- (749942) 2014 QW176
- (749943) 2014 QJ177
- (749944) 2014 QH184
- (749945) 2014 QX184
- (749946) 2014 QT185
- (749947) 2014 QD191
- (749948) 2014 QR192
- (749949) 2014 QJ194
- (749950) 2014 QR202
- (749951) 2014 QH203
- (749952) 2014 QE208
- (749953) 2014 QF208
- (749954) 2014 QW209
- (749955) 2014 QD210
- (749956) 2014 QC213
- (749957) 2014 QU214
- (749958) 2014 QJ216
- (749959) 2014 QG217
- (749960) 2014 QS217
- (749961) 2014 QD228
- (749962) 2014 QM230
- (749963) 2014 QJ235
- (749964) 2014 QN235
- (749965) 2014 QG236
- (749966) 2014 QA237
- (749967) 2014 QA239
- (749968) 2014 QF239
- (749969) 2014 QB242
- (749970) 2014 QF242
- (749971) 2014 QB243
- (749972) 2014 QS243
- (749973) 2014 QU245
- (749974) 2014 QH248
- (749975) 2014 QY249
- (749976) 2014 QV250
- (749977) 2014 QT252
- (749978) 2014 QS253
- (749979) 2014 QL254
- (749980) 2014 QO255
- (749981) 2014 QW258
- (749982) 2014 QP261
- (749983) 2014 QV261
- (749984) 2014 QA265
- (749985) 2014 QL265
- (749986) 2014 QZ272
- (749987) 2014 QF275
- (749988) 2014 QV281
- (749989) 2014 QV282
- (749990) 2014 QG284
- (749991) 2014 QZ284
- (749992) 2014 QQ287
- (749993) 2014 QA291
- (749994) 2014 QB295
- (749995) 2014 QR295
- (749996) 2014 QK296
- (749997) 2014 QM301
- (749998) 2014 QF308
- (749999) 2014 QZ314
- (750000) 2014 QN317